# ميكلوس كوفاتش (مهندس)
ميكلوس كوفاتش (بالمجرية: Kovács Miklós)‏ هو مهندس مجري، ولد في 1967.